# Pink Tape (f(x))
Pink Tape è il secondo album in studio del gruppo musicale sudcoreano f(x), pubblicato il 29 luglio 2013 dalla SM Entertainment. Pink Tape è il primo album in studio dopo oltre due anni dall'uscita dell'album Hot Summer nel 2011. L'album ha raggiunto il primo posto nelle classifiche musicali sudcoreane tra cui Gaon Chart, ma anche internazionali come Billboard's World Albums.

## Il singolo
Rum Pum Pum Pum, in coreano 첫 사랑니 (chot sarani) è singolo dell'album.
È un brano dance-pop con delle percussioni e una chitarra dal sound esotico. Il testo della canzone parla di come il primo amore può essere comparato alla crescita di un dente del giudizio. Nella canzone sono presenti delle bizzarre metafore come, "Attenzione, ragazzi! Sono leggermente diversa / Ho spinto via tutti gli altri per prendere il mio posto" e, "Perforerò la parete del tuo cuore e crescerò".
La coreografia della canzone è stata ideata da Jillian Meyers.

## Promozione e Pubblicazione
Il 17 luglio 2013, S.M. Entertainment annuncia che le f(x) ritorneranno con un album in studio, Pink Tape, il 29 luglio 2013 dopo un anno di assenza. Lo stesso giorno S.M. rilascia un video sul suo account YouTube che mostra i retroscena del servizio fotografico per l'album, con sottofondo una preview della canzone Shadow. Il 23 luglio 2013 sono rivelate le tracce dell'album, in totale 12. Lo stesso giorno vengono rivelate la copertina dell'album e un medley delle tracce. Pink Tape viene così rilasciato il 29 luglio 2013 in copia fisica e digitale.

## Tracce
| No. | Titolo                                                             | Autore/i testi | Autore/i musica                                                               | Durata |
| --- | ------------------------------------------------------------------ | -------------- | ----------------------------------------------------------------------------- | ------ |
| 1.  | "Rum Pum Pum Pum" (Hangul: 첫 사랑니; RR: Cheot Sarangni)          | Jun Gan-di     | Erik Lewander, Iggy Strange Dahl, Ylva Anna Birgitta Dimberg, Anne Judith Wik | 3:18   |
| 2.  | "Shadow" (Hangul: 미행 (그림자); RR: Mihaeng (Geurimja))           | Jun Gan-di     | Sophie Michelle Ellis-Bextor, Cathy Dennis, Rob Fusari                        | 3:30   |
| 3.  | "Pretty Girl"                                                      | Misfit         | Hyuk Shin, DK, 2xxx!, John Major, Chel Hill, Jasmine Kearse                   | 3:06   |
| 4.  | "Kick"                                                             | Kim Bo-min     | Hitchhiker                                                                    | 3:38   |
| 5.  | "Signal" (Hangul: 시그널; RR: Sigeuneol)                           | Kenzie         | Kenzie                                                                        | 3:21   |
| 6.  | "Step"                                                             | Jo Yun-gyeong  | Artisans Music (Fingazz, Glen Choi), Aria Crescendo                           | 3:36   |
| 7.  | "Goodbye Summer" (f(Amber+Luna+Krystal); feat. D.O. of EXO)        | Kim Young-hu   | Amber Liu, Gen Neo (of NoizeBank)                                             | 3:11   |
| 8.  | "Airplane"                                                         | Misfit         | Martin Mulholland, Julia Fabrin, Tim Mcewan                                   | 3:34   |
| 9.  | "Toy"                                                              | Seo Ji-eum     | Herbert St. Clair Crichlow, Anne Judith Wik, Erik Lidbom                      | 3:12   |
| 10. | "No More" (Hangul: 여우 같은 내 친구; RR: Yeou Gat-eun Nae Chingu) | Dana           | Alex Cantrall, Jeff Hoeppner, Dwight Watson                                   | 3:36   |
| 11. | "Snapshot"                                                         | Misfit         | Vincent Stein, Konstantin Scherer, Michelle Leonard                           | 2:50   |
| 12. | "Ending Page"                                                      | Hong Ji-yoo    | Artisans Music (Fingazz, Glen Choi), Brodie Stewart                           | 3:58   |

## Classifiche
| Classifica (2013) | Posizione massima |
| ----------------- | ----------------- |
| Corea del Sud     | 1                 |